# Opel DID
Opel DID (ang. Double Info Display) – wyświetlacz danych stosowany w samochodach marki Adam Opel AG w modelach Astra I, Corsa I.

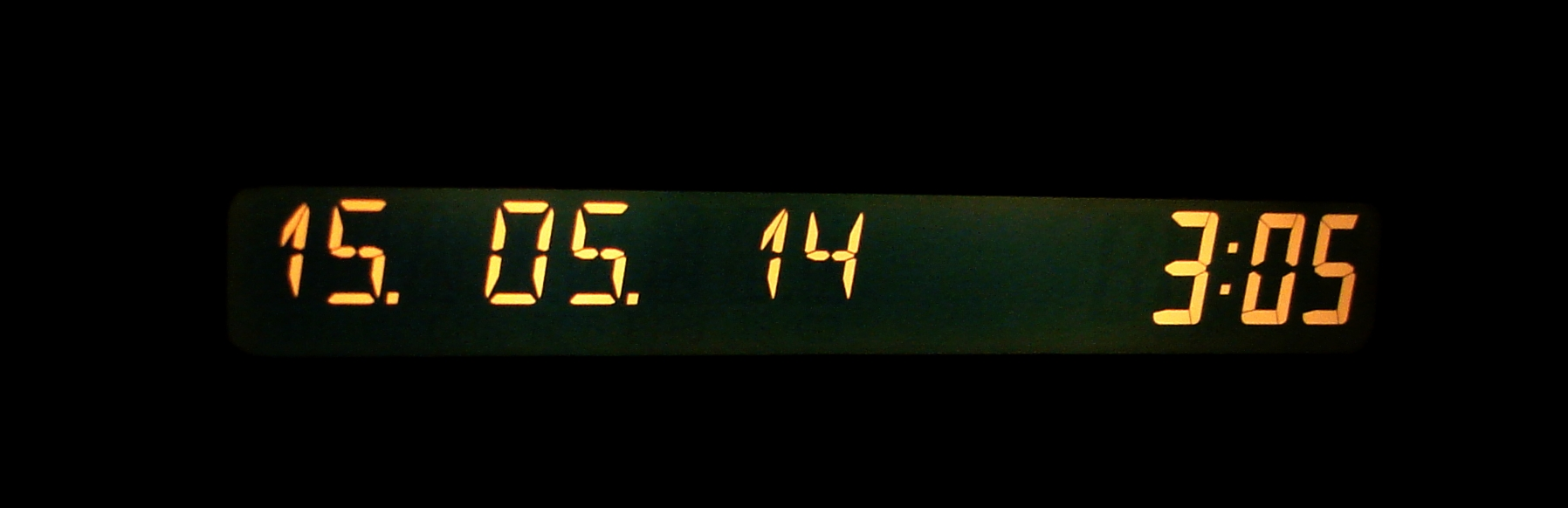
Wyświetlacz DID

## Funkcje
Wyświetlacz DID posiada organizację ośmioznakową i dzieli się na dwie części. Środkowe pole służy do wyświetlania daty (w systemie dd-mm-rr) oraz informacji z oryginalnego radia Opel (bez własnego wyświetlacza) lub z innych radioodbiorników, które współpracują z wyświetlaczem TID (niektóre modele Kenwood oraz Grundig). W prawym polu wyświetlacz pokazuje aktualny czas w systemie 24-godzinnym. Dodatkowo, pod środkowym polem wyświetlacza znajdują się ikonki stanu radioodbiornika.